# جلگه بهادر
جُلگه بهادُر یا باتور یکی از مناطق روستایی واقع در ولسوالی ناور، ولایت غزنی، افغانستان است. این منطقه به‌عنوان یک ناحیه‌ای زیبا و سرسبز توصیف می‌شود.
این منطقه در فاصله بیش از شش ساعت رانندگی از مرکز ولسوالی ناور قرار دارد که نشان‌دهنده دورافتادگی و سختی دسترسی است.
جلگه بهادر از جنوب‌غرب به ولسوالی مالستان، از غرب به ولسوالی اجرستان، از شمال به منطقۀ وصی‌محمد جِرغَی، از شمال‌شرق به ولایت دایکندی شرق به دشت ناور ناور پیوسته است.

## قریه‌ها
- پای‌کوتل
- فراختاله
- خارجوی
- بدرس
- بندسنگ
- نوقلعه
- گردن‌بریده
- باریک‌جوی
- چال ‌بالا
- چال پایین
- کهنه‌ده
- راباط بالا
- راباط پایین
- سرتوپ‌
- شاه‌تنها
- غول‌تاله
- زیرتِیریَک
- قلعه‌پیتاب
- قوبی
- میانه
- کهنه‌آسیاب
- محمدیار
- جوبگینه
- غنچه‌بلاق
- بیدک
- قلعه پناه
- قَبَر
- بایه
- سنگ‌چاک
- راقول